# Dimorphanthera doctersii
Dimorphanthera doctersii är en ljungväxtart som beskrevs av J. J.Smith. Dimorphanthera doctersii ingår i släktet Dimorphanthera och familjen ljungväxter. Inga underarter finns listade i Catalogue of Life.